# Galeria Theatral
Galeria Theatral publicou-se em Lisboa entre outubro de 1849 a fevereiro de 1850, em pleno período romântico, submetida às inspeções da censura. Como indica o seu subtítulo, trata-se de um periódico crítico que se ocupa da arte teatral e seus meandros, desde os próprios atores aos aderecistas, alfaiates e outros elementos sem os quais nada nem ninguém brilharia em palco. Entre os assuntos abordados estão os teatros D. Maria II e São Carlos, biografias de artistas, teatro estrangeiro, calendarização de peças, publicidade e outros temas variados. Os seus artigos não são assinados nem se conhece editor ou diretor.